# Alivéri
Alivéri är en kommunhuvudort i Grekland.   Den ligger i prefekturen Nomós Evvoías och regionen Grekiska fastlandet, i den östra delen av landet, 60 km nordost om huvudstaden Aten. Alivéri ligger 48 meter över havet och antalet invånare är 5 184. Den ligger på ön Euboia.
Terrängen runt Alivéri är kuperad västerut, men österut är den platt. Havet är nära Alivéri åt sydväst. Runt Alivéri är det ganska glesbefolkat, med 45 invånare per kvadratkilometer. Alivéri är det största samhället i trakten. 